# Мифтахов, Ренат Фаридович
Ренат Фаридович Мифтахов (род. 9 февраля 1989) — российский футболист, полузащитник, тренер.

## Биография
Воспитанник казанского «Рубина», позднее перешёл в юниорскую команду московского ЦСКА. В 2007 году сыграл 3 матча и забил один гол за дубль армейцев в первенстве молодёжных команд премьер-лиги. После ухода из ЦСКА некоторое время выступал на взрослом уровне в Москве за любительские команды «Альянс» и «Чертаново». Затем вернулся в Татарстан, где играл за клуб ЛФЛ «Зеленодольск» и команды чемпионата Татарстана казанские «Тасма», «Эверест» и «Авангард-ДЮСШ-Савиново». Также выступал на региональном уровне в мини-футболе.
Тренерскую карьеру начал в системе «Рубина», где работал с детскими командами 1998 и 2004 г.р., а также входил в тренерские штабы молодёжного состава «Рубина» при Романе Шаронове и Владимире Ежурове. В мае 2020 года назначен главным тренером команды «Рубин» Юношеской футбольной лиги (до 19 лет), затем — старшим тренером молодёжного состава.
В июле 2021 года назначен главным тренером женской команды высшего дивизиона «Рубин». По итогам сезона его команда, проводившая дебютный сезон в чемпионате, финишировала последней. В июне 2023 года стал главным тренером молодёжной команды калининградской «Балтики». 11 октября 2023 года возглавил вторую команду калининградцев — «Балтику-БФУ», которую покинул уже в конце декабря.